# Invasão corintiana
A invasão corinthiana foi como ficou conhecido o episódio no qual milhares de torcedores do clube de futebol brasileiro Corinthians, da cidade de São Paulo, viajaram até o Rio de Janeiro para acompanhar a partida única da fase pré-final (equivalente à semifinal) do Campeonato Brasileiro de 1976, disputada entre a equipe paulista e o Fluminense. Além de ter valido uma vaga para a final do campeonato nacional, a partida ficaria notabilizada por ter sido o maior deslocamento de torcedores de um time visitante na história do futebol mundial.
Embora, de acordo com registros dos jornais da época, o presidente do Fluminense, Francisco Horta, tenha disponibilizado 40 mil ingressos para a torcida corintiana, ao longo dos anos, o número estimado de torcedores propagado pela torcida corintiana e pelos veículos de imprensa paulista vem aumentando, passando para 50, 60 e até 70 mil corintianos, sem, na verdade, um real embasamento para tal. O público oficial informado naquela tarde do dia 5 de dezembro foi de 146.043 espectadores pagantes, e estimado em mais de 160 mil presentes no Maracanã, palco do evento. Os torcedores paulistas se deslocaram do Estado de São Paulo em direção a capital fluminense, por ônibus, trem, avião ou automóvel particular, para irem torcer pelo Corinthians. Assim como em todo jogo decisivo contra um time grande local, muitos torcedores de outros clubes cariocas rivais do Fluminense - como o Vasco da Gama, o Botafogo e o Flamengo - teriam ajudado a completar a "divisão ao meio" da arquibancada do Maracanã em favor do Corinthians, sendo que os demais setores concentravam majoritariamente a torcida carioca. Cabe ressaltar que a grande massa de torcedores que compunha a torcida alvinegra era composta basicamente de corintianos.
Cotado antes do jogo como o favorito, o Fluminense perdeu essa vantagem em função do dilúvio que desabou sobre a cidade naquele domingo e, em especial, na região do Maracanã. Assim, o jogo técnico e a habilidade dos tricolores ficou nivelado com a garra e o estilo voluntarioso dos corintianos. Mesmo assim, o Fluminense abriu o placar com um gol de Carlos Alberto Pintinho, o que parecia confirmar os prognósticos favoráveis aos cariocas. Mas com empenho e raça, o Corinthians conseguiu igualar o placar com Ruço. Com o empate no tempo normal e prorrogação, a decisão foi para os pênaltis. O goleiro corintiano Tobias pegou duas cobranças e o Corinthians sagrou-se vencedor da partida, classificando-se para a final do campeonato nacional.

## História

### Antecedentes: 22 anos na fila
Em 1976, o Corinthians chegava ao seu vigésimo segundo ano sem conquistar um título oficial de campeonato. Depois de vivenciar anos gloriosos na primeira metade da década de 1950, o time do Parque São Jorge chegou poucas vezes perto de disputar os títulos estadual e competições nacionais. Em 1969, a equipe até ia bem no Paulista até ser abalada pela morte de Lidu e Eduardo, dois titulares do time, em um acidente de automóvel. Ainda naquele ano, o Corinthians perdeu a chance de vencer a Taça de Prata, após perder na última rodada para o Cruzeiro.
Em 1971, o clube do Parque São Jorge conquistou o Torneio do Povo, que reunia as equipes mais populares do país, mas fracassaria nas disputas mais importantes. A maior oportunidade de quebrar o jejum veio no Paulista de 1974, quando os corintianos foram campeões do primeiro turno e se classificaram para disputar a final da competição contra o Palmeiras, vencedor do segundo turno. Mas o alvinegro perdeu a decisão, cujo peso caiu sobre Roberto Rivellino, mais importante jogador do clube, que encerrou seu ciclo de dez anos no Parque São Jorge após aquela derrota.

### Campeonato Brasileiro 1976: campanhas até o duelo no Maracanã
O Fluminense fez uma campanha modesta na primeira fase, mas o suficiente para garantir a quarta e última vaga de sua chave. A classificação foi confirmada com uma goleada (vitória por mais de dois gols de diferença, segundo o regulamento, valia três pontos) na última rodada contra o CRB, em Maceió. Na segunda fase, o clube carioca também se classificou algumas dificuldades para se classificar. Depois de um empate contra o Goiás, no Maracanã, o tricolor qualificou-se graças a uma vitória do Fortaleza sobre o América. Mas na fase final, o Flu fez uma ótima campanha, ficando em primeiro lugar em seu grupo e garantindo o mando de campo na partida semifinal contra o Corinthians.
| Data           | Estádio          | Adversário          | Resultado |
| -------------- | ---------------- | ------------------- | --------- |
| 1 de setembro  | Maracanã         | CSA                 | 1 - 1     |
| 07 de setembro | Maracanã         | Botafogo            | 0 - 2     |
| 12 de setembro | Fonte Nova       | Bahia               | 0 - 0     |
| 15 de setembro | Jóia da Princesa | Fluminense de Feira | 3 - 2     |
| 19 de setembro | Amigão           | Treze               | 2 - 0     |
| 22 de setembro | Maracanã         | Botafogo            | 3 - 0     |
| 26 de setembro | Maracanã         | Vitória             | 0 - 1     |
| 29 de setembro | Rei Pelé         | CRB                 | 4 - 0     |

| Data          | Estádio    | Adversário    | Resultado |
| ------------- | ---------- | ------------- | --------- |
| 10 de outubro | Maracanã   | Internacional | 1 - 1     |
| 13 de outubro | Machadão   | América       | 1 - 2     |
| 16 de outubro | Maracanã   | Fortaleza     | 3 - 1     |
| 20 de outubro | Santa Cruz | Botafogo      | 1 - 1     |
| 23 de outubro | Maracanã   | Goiás         | 1 - 1     |

| Data           | Estádio  | Adversário             | Resultado |
| -------------- | -------- | ---------------------- | --------- |
| 31 de outubro  | Olímpico | Grêmio                 | 2 - 1     |
| 03 de novembro | Maracanã | CRB                    | 1 - 0     |
| 07 de novembro | Maracanã | Flamengo               | 1 - 0     |
| 10 de novembro | Maracanã | Guarani                | 4 - 2     |
| 14 de novembro | Maracanã | Vasco da Gama          | 3 - 0     |
| 17 de novembro | Arruda   | Náutico                | 1 - 3     |
| 21 de novembro | Mineirão | Clube Atlético Mineiro | 0 - 0     |
| 28 de novembro | Maracanã | Bahia                  | 1 - 0     |

Já o Corinthians começou bem a primeira fase da competição, garantindo sua classificação após três vitórias consecutivas contra Ceará (2 a 0, fora), Nacional (2 a 0, em casa) e Remo (3 a 0, em casa), respectivamente. Pela segunda fase, após duas derrotas em três partidas, os corintianos estavam quase eliminados, mas conseguiram duas vitórias dramáticas contra o Operário-MS (3 a 1, em casa) e o Sport (1 a 0, fora). E após um início ruim na fase final, o alvinegro precisava vencer as partidas seguintes para ter alguma chance de conquistar uma das duas vagas do Grupo Q para a semifinal do nacional, e o time do Parque São Jorge conseguiu uma sequência de cinco vitórias (Botafogo de Ribeirão Preto, Caxias do Sul, Ponte Preta, Internacional e Santa Cruz), somando doze pontos nestas cinco partidas e garantindo ao clube do Parque São Jorge a segunda vaga para a semifinal.
| Data           | Estádio          | Adversário  | Resultado |
| -------------- | ---------------- | ----------- | --------- |
| 29 de agosto   | Pacaembu         | Fortaleza   | 2 - 1     |
| 1 de setembro  | Moisés Lucarelli | Ponte Preta | 1 - 1     |
| 12 de setembro | Morumbi          | Guarani     | 0 - 1     |
| 16 de setembro | Vivaldão         | Rio Negro   | 2 - 1     |
| 19 de setembro | Baenão           | Paysandu    | 0 - 0     |
| 22 de setembro | Castelão         | Ceará       | 2 - 0     |
| 25 de setembro | Pacaembu         | Nacional    | 2 - 0     |
| 30 de setembro | Pacaembu         | Remo        | 3 - 0     |

| Data          | Estádio        | Adversário | Resultado |
| ------------- | -------------- | ---------- | --------- |
| 10 de outubro | Olímpico       | Grêmio     | 0 - 3     |
| 13 de outubro | Pacaembu       | Coritiba   | 1 - 0     |
| 16 de outubro | Morumbi        | Botafogo   | 1 - 2     |
| 20 de outubro | Pacaembu       | Operário   | 3 - 1     |
| 24 de outubro | Ilha do Retiro | Sport      | 1 - 0     |

| Data           | Estádio       | Adversário    | Resultado |
| -------------- | ------------- | ------------- | --------- |
| 31 de outubro  | Pacaembu      | Portuguesa    | 0 - 0     |
| 3 de novembro  | Couto Pereira | Coritiba      | 0 - 1     |
| 7 de novembro  | Morumbi       | Palmeiras     | 0 - 0     |
| 11 de novembro | Pacaembu      | Botafogo      | 2 - 1     |
| 14 de novembro | Centenário    | Caxias        | 4 - 1     |
| 18 de novembro | Pacaembu      | Ponte Preta   | 2 - 0     |
| 21 de novembro | Morumbi       | Internacional | 2 - 1     |
| 28 de novembro | Arruda        | Santa Cruz    | 2 - 1     |

### Favoritismo tricolor

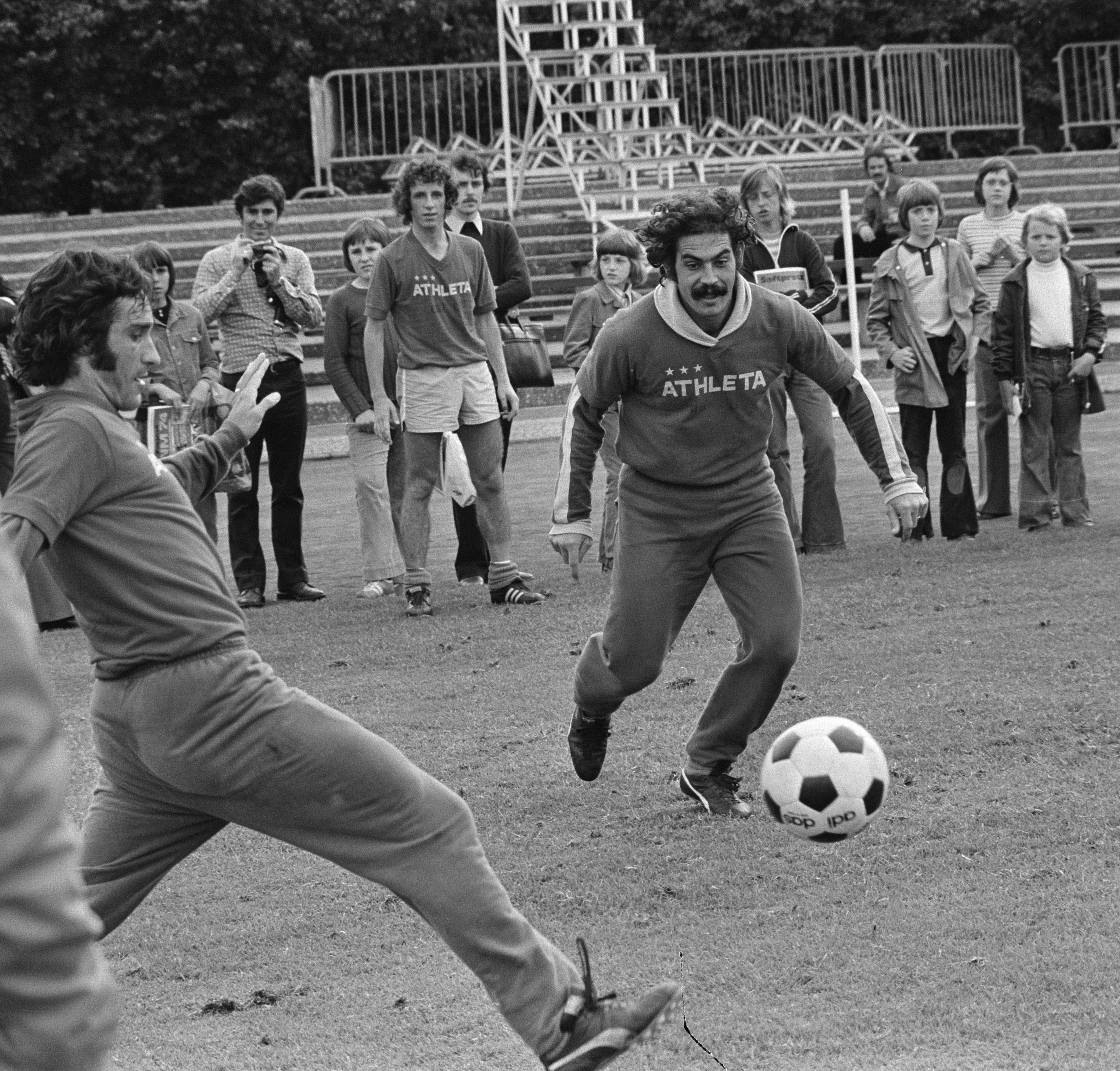
Maior ídolo do Corinthians entre 1964 e 1974, Rivellino era um dos principais nomes do elenco do Fluminense.

Classificado para a fase semifinal, Fluminense e Corinthians enfrentariam-se no Estádio do Maracanã em jogo único. Como vencedor do Grupo R e, por ter sido campeão de chave, o Fluminense tinha direito de jogar em casa a única partida da semifinal daquele Brasileiro. A equipe carioca formou naquela época um dos melhores times de sua história. Apelidado de "Máquina Tricolor", o clube das Laranjeiras havia montado uma time repleto de craques, comandadas pelo meia Rivellino, por ironia ex-jogador do Corinthians e um dos maiores ídolos da história do clube do Parque São Jorge. A fama não foi por acaso: o time faturou o bicampeonato estadual em 1975 e 1976. Da equipe titular que enfrentaria o Corinthians, todos - com exceção do argentino Doval, por motivos óbvios - já haviam sido convocado para defender a Seleção Brasileira.
Apesar da força do Fluminense, da tarefa de decidir a partida fora de casa e de algumas dúvidas que pairavam sobre a equipe do Corinthians, havia certo otimismo por parte do elenco corintiano, baseado em três aspectos: as boas atuações como visitante naquele campeonato, o espírito de reação da equipe nos momentos decisivos do mesmo e a sequência de cinco vitórias consecutivas até aquela decisão.
Do time que disputou a final do Campeonato Paulista de 1974 contra o Palmeiras, restavam apenas cinco: Zé Maria, Ademir, Wladimir, Waguinho e Lance. Ao longo da competição, Zé Eduardo, Ruço e Geraldão ganharam as vagas titulares de Ademir, Basílio e Lance, respectivamente. Os contratados Givanildo e Neca deram mais qualidade ao meio de campo do time.

### Preparativos
Na segunda-feira após a classificação, enquanto os torcedores do Corinthians que foram ao Recife de ônibus começavam a chegar a São Paulo, outros corintianos da cidade, do estado e de outras regiões do país, já organizavam a viagem para o Rio de Janeiro. A imprensa paulista alimentava o clima de euforia, enquanto que a imprensa carioca demonstrava perplexidade. Os jornais cariocas tinham uma expectativa de uma grande presença corintiana no Rio, embora colocasse em dúvida que tanta gente de fato fosse se deslocar.
| “ | O chefe da torcida, Tantã, afirma que a previsão inclui a ida de 500 ônibus e 20 aviões fretados, além de automóveis e caminhões, somando um total de 50 mil pessoas. Mas a euforia corintiana - que há 22 anos não vêem seu time ganhar um título expressivo - se choca com a realidade, pois seriam necessários 1 mil 500 ônibus, além de outros meios de transporte, para transportar os 50 mil torcedores. | ” |
|   | — Coríntians vem com uma caravana gigante, Jornal do Brasil, 30 de novembro de 1976. |   |

Logo nos primeiros dias após a definição da classificação das equipes, os presidentes de Fluminense e Corinthians trataram de realizar a promoção da partida. Segundo o presidente tricolor Francisco Horta, ele conversou com o colega corintiano Vicente Matheus para que os dois pudessem promover o jogo na mídia. Horta foi à cidade de São Paulo e participou de programas esportivos. Em comum acordo, os presidentes de Fluminense e Corinthians acertaram a divisão de ingressos para a partida. Ao mesmo tempo, os próprios dirigentes tentavam fazer provocações na mídia esportiva, com a intenção de promover o confronto. No dia 29 de novembro, um dia após a definição dos quatro semifinalistas do Campeonato Brasileiro de 1976, Horta fez uma declaração provocativa que seria capitaneada por Matheus para mobilizar os corintianos ao longo daquela semana rumo ao jogo decisivo do Maracanã: "Que os vivos saiam de casa e os mortos saiam das tumbas para torcer pelo Corinthians no Maracanã, porque o Fluminense vai ganhar a partida". A declaração de Horta teve efeito imediato e se tornou um dos principais assuntos da imprensa esportiva paulista antes da decisão, ao que se somou a empolgação geral de torcedores do Corinthians com a classificação para a semifinal do nacional - a maior euforia desde que o clube havia disputado a decisão estadual do Campeonato Paulista de 1974 contra o Palmeiras, e gerou um clima para dar uma resposta ao dirigente do clube carioca.
Quando foi à São Paulo, Horta alega ter entregue pessoalmente a carga de 40 mil ingressos ao Parque São Jorge, e Matheus pagou tudo à vista. Oficialmente, porém, parte da imprensa reportou uma carga de 40 mil ingressos disponíveis em São Paulo - 35 mil arquibancadas e 5 mil cadeiras numeradas. Vendidos na Federação Paulista de Futebol a partir do dia 3 de dezembro, os ingressos estavam esgotados em menos de três horas.

### A invasão
Mesmo com a promessa de transmissão direta da partida pela TV para o Estado de São Paulo, milhares de corintianos começaram a se dirigir para a cidade do Rio de Janeiro. O movimento na Rodovia Presidente Dutra aumentou a partir do dia 3 de dezembro, dois dias antes da partida, e se intensificou ainda mais no dia seguinte, sábado, dia 4, "quando milhares de autos particulares, 'peruas' e ônibus deixaram São Paulo com destino ao Rio de Janeiro, conduzindo torcedores para assistir" o jogo no Maracanã. O movimento de torcedores quebrou o recorde de volume de tráfego na via, de acordo com Departamento Nacional de Estrada de Rodagem, que implantou uma operação inédita até o momento e única até os dias atuais, a denominada "Operação Corinthians".  Depois da grande movimentação entre sexta e sábado à noite, o tráfico na Dutra estava "abaixo do normal" na manhã de domingo.
Ao chegarem, muitos corintianos percorreram ruidosamente as ruas de Copacabana e áreas centrais do Rio. No sábado de manhã, véspera da partida, havia grande concentração de corintianos na Avenida Atlântica e em Ipanema, causando certo tumulto no trânsito com carros e bandeiras. Muitos corintianos viajaram sem ingresso, na expectativa de comprar no Rio de Janeiro. Na manhã de sábado, vários deles foram ao Estádio das Laranjeiras, sede do Fluminense, em busca de ingressos e não houve registro de incidentes.
O auge da "invasão" ocorreu a partir das 8h de domingo, quando a grande maioria dos corintianos vindos de São Paulo já se concentravam no Rio. Os 300 ônibus da torcida organizada "Gaviões da Fiel" tinham chegado por volta das 4h de domingo. Também já estavam presentes integrantes de organizadas corintianas, como "Patota do Timão", "Torcida Jovem" e "Camisa 12". Numerosos ônibus, carros particulares, motocicletas, bicicletas, táxis chegaram pela Rodovia Presidente Dutra e em muitos pontos da cidade "os carros com placas de São Paulo superavam em animação os cariocas, que passivamente assistiam à festa dos paulistas". Pela cidade se viam centenas de bandeiras pretas e brancas desfraldadas, milhares de faixas e gritos em coro "Corinthians, Corinthians". Quando os torcedores corintianos e tricolores se encontravam, naturalmente havia muitas discussões, embora em clima amistoso.
Uma das características mais marcantes da chamada Invasão corintiana, é que ela pôde ser atestada não apenas dentro do estádio, mas também na cidade do Rio de Janeiro, onde se observava pessoas vestidas com a camisa do time e com bandeiras em praticamente todos os pontos da cidade.
| “ | Nas praias, o desafio entre as torcidas é bem-humorado, com gritos de "Coríntias, Corínthians", rebatidos pelos "Nense, Nense". | ” |
|   | — Primeiro tempo do jogo foi no calçadão da Av. Atlântica, Jornal do Brasil, 5 de dezembro de 1976.                             |   |

O Detran e a polícia militar tentaram organizar a "Operação Corinthians" para receber os torcedores que chegavam ao Rio, mas mesmo assim o engarrafamento estendido foi de cinco quilômetros na avenida Brasil, principal via de acesso à cidade. Nas proximidades do estádio do Maracanã, o trânsito fluía lentamente e o engarrafamento se estendeu por mais de dez quilômetros. Já no início da manhã de domingo, pouco menos de dez horas antes do pontapé inicial no estádio, o tráfego era complicado nos túneis Rebouças e Santa Bárbara, quando dezenas de milhares de torcedores começaram a se dirigir para o Maracanã. O policiamento em toda cidade foi feito por cerca de 1 500 soldados da polícia militar carioca. Além dos engarrafamentos, a presença maciça de torcedores do Corinthians causou outros impactos, como o esgotamento de bebidas e cigarros nos bares e lanchonetes das imediações do estádio do Maracanã e ainda alguns tumultos e agressões isolados.

### Dentro do estádio
Os portões do estádio do Maracanã foram abertos às 13h, com mais de meia hora de atraso e certo tumulto. A demora na abertura ocorreu por conta da conclusão de um concurso da Escola Naval, realizada em pleno Maracanã, durante a manhã de domingo.
A entrada dos milhares de corintianos no Maracanã foi marcada por muitos festejos. Em pouco tempo, eles conseguiram preencher mais espaços do estádio que a do Fluminense, o que gerou atritos iniciais, logo contido por soldados da polícia militar que formaram um cordão de alto a baixo das arquibancadas, na faixa que a divide ao meio, para que acalmar os torcedores. A torcida corintiana se concentrava especialmente em metade das arquibancadas e nas cadeiras na proporção de 3/4, mas não havia corintianos na geral. Às 15h, duas horas antes de começar a partida, as arquibancadas estavam completamente lotadas.
| “ | Nunca o Rio de Janeiro assistiu a algo semelhante do que ocorreu no último fim de semana, quando foi tomado pela torcida corintiana, uma gente alegre capaz de mudar o rosto de uma cidade por causa de uma partida de futebol. Vieram de carro, de ônibus e até de bicicleta. Carregaram famílias, grandes bandeiras e toda a alegria de suas buzinadas tão triunfantes na noite de sábado quanto na vitória de domingo. | ” |
|   | — Informe JB, Jornal do Brasil, 6 de dezembro de 1976. |   |

Foram registrados alguns desmaios e atendimentos médicos, especialmente por conta do forte calor durante toda a manhã e início da tarde na cidade - os hospitais do Rio haviam apresentado movimento recorde para uma manhã de domingo, com cerca de 200 atendimentos, a maioria por excesso de bebidas alcoólicas
Nas tribunas de imprensa, cerca de 40 emissoras de vários Estados e as principais agências de notícias brasileiras se aglomeravam entre os pequenos espaços reservados para a transmissão da partida.
Os 47 bares do Maracanã trabalharam com reforço de pessoal e estoques - 72 mil garrafas de cerveja, 36 mil de refrigerantes e 3 mil sanduíches.
O público pagante foi de 146 043 pessoas acrescidos de cerca de 12 000 menores de 14 anos que não pagavam ingressos, na época. Já a renda foi de Cr$ 4.027.250,00, sendo que o Corinthians ficou com Cr$ 1.527.743,40 e o Fluminense com Cr$ 1.211.355,32.
Antes da partida, houve uma preliminar entre Bangu e o Fluminense de Nova Friburgo, que terminou 3 a 0 para os alvirrubros.
A despeito da quantidades de torcedores visitantes ter sido o maior já visto na história do maracanã e do futebol brasileiro, esse acontecimento se caracterizou por uma festa de rara beleza e emoção, realizada pelas das torcidas na entrada em campo dos times, sobretudo pela torcida paulista que recepcionou seu elenco com muito barulho pelos milhares de morteiros e incontáveis bandeiras que ocupavam metade do anel superior do estádio e a maioria das cadeiras.

## O jogo
O gramado escorregadio fez com que as duas equipes iniciassem a partida de maneira cautelosa, com muita troca de passes. Coube aos visitantes o primeiro ataque do jogo. Zé Maria cruzou da linha de fundo, mas o goleiro Renato antecipou-se a Geraldão e fez a defesa. O Fluminense respondeu aos 7 min. Após jogada de Rivellino, Dirceu chutou de fora da área e Tobias defendeu parcialmente. O Fluminense tocava bastante a bola, tentando atrair o Corinthians para seu campo. Rivellino buscava lançar Gil, mas a defesa corintiana, comandada pelo volante Givanildo, dava combate. Em alguns momentos, o jogo apresentou alguma violência por parte dos atletas de ambas equipes. O árbitro baiano Saul Mendes aplicou o primeiro cartão amarelo da partida aos 10 min, após Rivellino receber uma entrada forte de Ruço.
Aos 19 min, o Fluminense chegou ao gol. Após um rápido contra-ataque, Gil cruzou à meia altura na área corintiana. Carlos Alberto Pintinho se antecipou à marcação de Zé Eduardo e desviou a bola, que entrou no canto direito de Tobias. Após o gol, o Corinthians tentou reagir. Aos 21 min, Vaguinho ganhou de Edinho na corrida, driblou o goleiro Renato, mas Edinho se recuperou e afastou o perigo da área carioca. O Corinthians seguiu no campo ofensivo, mas o time tocava a bola em demasia, demorando para chegar ao gol adversário. Romeu insistia em realizar cruzamentos na área do Fluminense, o que facilitava a vida da dupla Carlos Alberto Torres e Edinho. Aos 28 min, Vaguinho cobrou escanteio e Neca chutou para fora, perdendo uma grande oportunidade para empatar. De tanto insistir, o Corinthians chegou ao gol. Aos 29 min, em novo escanteio cobrado por Vaguinho, Neca ganhou disputa de cabeça com Rodrigues Neto. A bola sobrou a meia altura na pequena área e Ruço marcou, de meia bicicleta, no canto esquerdo de Renato.
O primeiro tempo terminou em 1 a 1. Durante o intervalo de jogo, a chuva se intensificou, mas o árbitro - após consultar os jogadores - resolveu que a partida continuaria. As duas equipes levaram mais de 20 minutos para deixar os vestiários.

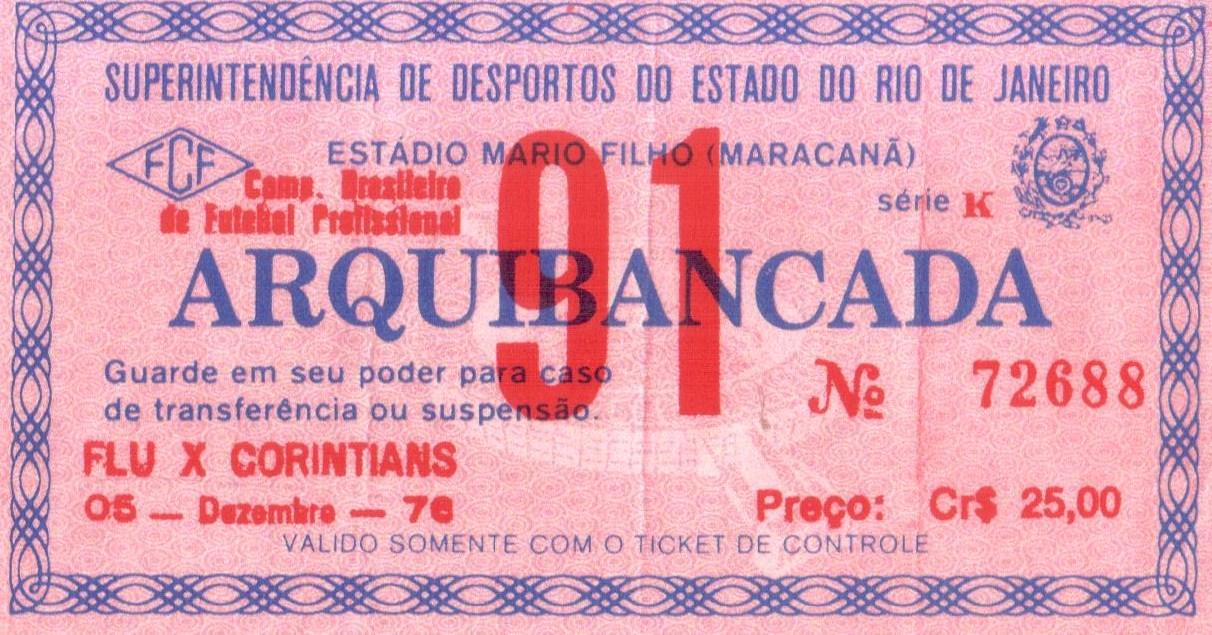
Ingresso do jogo entre Fluminense x Corinthians em 1976

Sem poder trabalhar a posse de bola, os chutões foram constantes e frequentemente paravam nas poças de águas, o que prejudicou o jogo da equipe carioca, considerada mais técnico. Mario Travaglini tirou Cléber para entrada de Erivelto, e Duque substituiu Geraldão por Lance. Depois, foi a vez de Givanildo - com problemas na garganta - ceder espaço para Basílio. O jogo seguiu, porém sem jogadas de grande técnica. O Corinthians chegava mais ao ataque, mas sem aproveitar suas oportunidades. Já o Fluminense esbarrava na defesa corintiana.
Com o empate no tempo normal, a partida seria decidida na prorrogação. Em lugar dos cinco minutos de descanso, as equipes desceram aos vestiários e ficaram mais de 15 minutos para voltarem ao gramado.
Não houve maiores oportunidades nos 30 minutos complementares, apenas no último minuto, quando Doval desperdiçou a chance de desempatar. Com a persistência do empate, a decisão foi para os pênaltis, que foram batidos do lado direito, onde estavam concentrados os torcedores corintianos.
Nas cobranças, Neca fez 1 a 0 para o Corinthians; Rodrigues Neto perdeu o do Fluminense; Russo aumentou para 2 a 0; Carlos Alberto perdeu o segundo do Flu; Moisés acertou o terceiro corintiano; Doval converteu o primeiro dos tricolores, evitando a eliminação precoce; mas Zé Maria marcou e decretou a classificação alvinegra.
| 5 de dezembro de 1976 17:00 | Fluminense   | 1 – 1    | Corinthians | Estádio do Maracanã, Rio de Janeiro        |
|                             | Pintinho 18' | Futpédia | Russo 29'   | Público: 146 043 Árbitro: Saul Mendes (BA) |

|                                            |       | Penalidades               |  |
| Rodrigues Neto Carlos Alberto Torres Doval | 1 – 4 | Neca Ruço Moisés Zé Maria |  |

|  | Fluminense | Corinthians |

| Fluminense                  |  |                       |  |                 |
|                             |  |                       |  |                 |
| G                           |  | Renato                |  |                 |
| Z                           |  | Rubem Galaxe          |  |                 |
| Z                           |  | Carlos Alberto Torres |  |                 |
| Z                           |  | Edinho                |  |                 |
| Z                           |  | Rodrigues Neto        |  |                 |
| M                           |  | Pintinho              |  |                 |
| M                           |  | Cléber                |  |                 |
| M                           |  | Rivelino              |  |                 |
| A                           |  | Gil                   |  |                 |
| A                           |  | Doval                 |  |                 |
| A                           |  | Dirceu                |  |                 |
| Substuições:                |  |                       |  |                 |
| M                           |  | Erivelto              |  | Entrou em campo |
| Treinador: Mário Travaglini |  |                       |  |                 |
|                             |  |                       |  |                 |

| Corinthians      |  |            |  |                 |
|                  |  |            |  |                 |
| G                |  | Tobias     |  |                 |
| Z                |  | Zé Maria   |  |                 |
| Z                |  | Moisés     |  |                 |
| Z                |  | Zé Eduardo |  |                 |
| Z                |  | Wladimir   |  |                 |
| M                |  | Givanildo  |  |                 |
| M                |  | Ruço       |  |                 |
| M                |  | Neca       |  |                 |
| A                |  | Waguinho   |  |                 |
| A                |  | Geraldão   |  |                 |
| A                |  | Romeu      |  |                 |
| Substuições:     |  |            |  |                 |
| A                |  | Lance      |  | Entrou em campo |
| M                |  | Basílio    |  | Entrou em campo |
| Treinador: Duque |  |            |  |                 |
|                  |  |            |  |                 |

### Pós-jogo

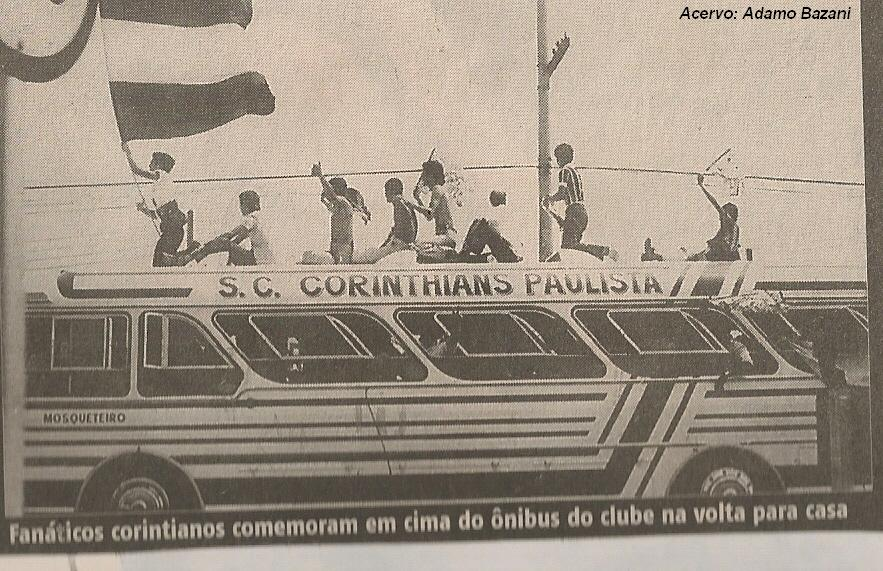
Torcerdores corintianos comemoram sobre o ônibus da equipe, durante o retorno a São Paulo.

Com a vitória nos pênaltis sobre o Fluminense, o Corinthians avançava para a final do Campeonato Brasileiro daquele ano, contra o Internacional, que havia eliminado o Atlético-MG e também ganhava o direto de disputar a Taça Libertadores da América de 1977.
Já no domingo, ao menos um milhão de corintianos saíram as ruas principais de São Paulo para comemorar a vitória. Umas das maiores concentrações ocorreu na região da avenida Paulista, que ficou completamente tomada por torcedores, que faziam buzinaços, agitavam bandeiras e soltavam fogos. A sede corintiana, no Parque São Jorge, foi aberta ao público, que consumiu 8 mil litros de chope.
Na segunda-feira, um dia após o jogo, pelo menos 8 mil torcedores foram ao Aeroporto de Congonhas para esperar a volta do avião dque trazia a delegação do clube, que depois desfilou em carreata até o Parque São Jorge.

### Filmes

#### Invasão Corinthiana 1976 - 2000 -2012
Filme criado pelos sócios Orlando Neto, Fabiano Curi e Rodrigo Curi, da R2O Filmes. O documentário apresenta momentos marcantes, como a‘invasão de 1976 e 2000. Além disso, traz depoimentos de corintianos, presentes no Mundial de Clubes de 2012 no Japão.

#### 1976 - O Ano da Invasão Corinthiana
O documentário com roteiro e direção de Ricardo Aidar e Alexandre Boechat traz histórias inusitadas, relatos emocionantes da invasão de 1976.